# Giovanni Gentile (Komponist)
Giovanni Gentile (* in Olevano Romano; † nach 1649) war ein italienischer Komponist und Musiklehrer.

## Leben und Wirken
Über Giovanni Gentile gibt es nur zwei bekannte Erwähnungen: Die einzige erhaltene Veröffentlichung Solfeggiamenti et ricercari a due voci und ein Inventar des römischen Druckers Sebastiano Testa, das 1995 von Patrizio Barbieri herausgegeben wurde.
Auf dem Frontispiz seiner Solfeggiamenti wird er Signor Giovanni Gentile d’Olevano genannt, demzufolge war er ein Laie und wurde in Olevano Romano geboren, obwohl die Existenz von mindestens einem anderen Olevano, nämlich Olevano di Lomellina, daran Zweifel aufkommen lassen könnte. Die Tatsache, dass Gentiles künstlerisches Wirken anscheinend nur in Rom stattfand, legt jedoch die erste Hypothese nahe.
Hinsichtlich seiner unterrichtenden Tätigkeit haben wir lediglich Zeugnisse aus seiner einzigen erhaltenen Veröffentlichung, den solfeggiamenti a due, dazu die erwähnten Notizen aus dem Inventar der Druckerei. Dort ist unter dem Datum 13. Dezember 1729 vermerkt:

Giovanni Gentile nel 1645–49 è registrato come musico in Santo Stefano del Cacco (Roma), assieme a tre nipoti e ad alcuni ospiti, forse suoi allievi. Nelle vicinanze esercitava la sua attività anche lo stampatore Ludovico Grignani, che nel 1642 gli aveva pubblicato i Solfeggi e ricercari a 2 voci.

„Giovanni Gentile war 1645–49 als Musiker in Santo Stefano del Cacco (Rom) registriert, zusammen mit drei Enkelkindern und einigen Gästen, womöglich seinen Schülern. In der Nähe führte auch der Drucker Ludovico Grignani, der 1642 die Solfeggiamenti und Ricercari zu 2 Stimmen veröffentlicht hatte, sein Geschäft.“

Von einem Neffen und einem Schüler Gentiles haben wir Kenntnis durch den Druck der Solfeggiamenti. Die Widmung an den Kardinal Francesco Maria Brancaccio ist unterschrieben von Marco Aurelio Desideri, der zudem das vierzehnte und letzte Solfeggio komponierte, während das zweite überschrieben ist : „Von Signor Carlo Gentile, Neffe und Schüler dels Autors“.

## Werke
- Solfeggiamenti et ricercari a due voci. Lodovico Grignani, Rom 1642